# Julita z Cezarei
Św. Julita (ur. w III wieku, zm. ok. 303) – męczennica chrześcijańska, święta kościoła katolickiego.
Według przekazu św. Bazylego, pochodziła z Cezarei Kapadockiej. Po zmarłym mężu odziedziczyła majątek, którego chciał ją pozbawić miejscowy urzędnik. Oskarżono ją o bycie chrześcijanką i skazano na spalenie na stosie.
Wspominana w Kościele katolickim 30 lipca.